# Мазрае-є Есламабад (Марказі)
Мазрае-є Есламабад (перс. مزرعه اسلام اباد) — село в Ірані, у дегестані Таразнагід, у Центральному бахші, шагрестані Саве остану Марказі. За даними перепису 2006 року, його населення становило 0 осіб.